# Губерт Саксен-Кобург-Готский
Принц Губерт Саксен-Кобург-Готский (Дитмар Губерт (Хубертус) Фридрих Вильгельм Филипп, нем. Hubertus von Sachsen-Coburg und Gotha; 24 августа 1909, Райнхардсбрунн, Саксен-Кобург-Гота — 26 ноября 1943, Великие Мосты, Львовская область) — немецкий лётчик и член Саксен-Кобург-Готской династии, правнук королевы Виктории. Урождённый принц Великобритании и Ирландии, Губерт потерял этот титул во время Первой мировой войны. Будучи противником Гитлера и нацизма, он, тем не менее, вступил в нацистскую партию после начала Второй мировой войны. Служил в германской армии на Восточном фронте, погиб в бою. Является дядей по материнской линии Карла XVI Густава, короля Швеции.

## Биография
Принц Губерт родился 24 августа 1909 года в замке Райнхардсбрунн, в семье Карла Эдуарда, герцога Саксен-Кобург-Готского, и его супруги Виктории Аделаиды Шлезвиг-Гольштейнской. 21 сентября того же года крещён под именем Дитмар Губерт Фридрих Вильгельм Филипп; его дед по материнской линии — Фридрих Фердинанд, герцог Глюксбургский — был крёстным отцом. Его отец Карл Эдуард был внуком королевы Виктории и британском принцем. Он утратил герцогство во время Ноябрьской революции (1918), а затем был лишён британских титулов в 1919 году за поддержку Германии в Первой мировой войне. Губерт имел двух братьев и двух сестёр; особенно близок он был со своей сестрой Сибиллой. Дети жили в страхе перед своим отцом, который руководил своей семьей «как воинской частью».
Губерт получил домашнее образование, затем поступил в гимназию в Кобурге, изучал право. По мнению Харальда Санднера, биографа герцога Карла Эдуарда, принц Губерт был гомосексуалом, однако его сексуальная ориентация держалась в секрете. Когда его старший брат Иоганн Леопольд отказался от своих прав, чтобы жениться на простолюдинке в 1932 году, Губерт стал наследником несуществующего герцогства Саксен-Кобург и Гота. В том же году он присутствовал на свадьбе своей сестры Сибиллы и шведского принца Густава Адольфа, герцога Вестерботтенского. Сам Губерт не хотел жениться.

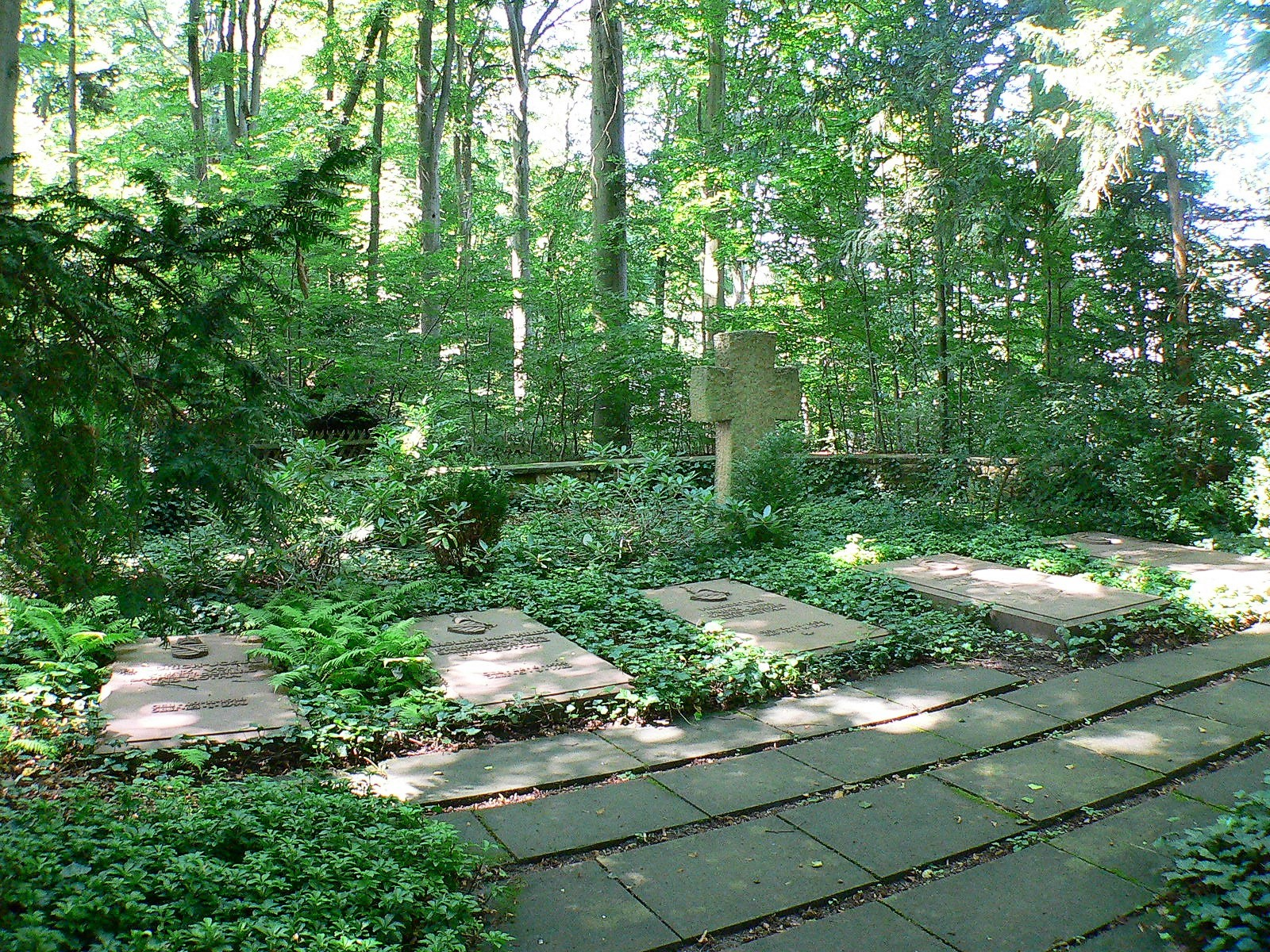
Могилы Губерта и его братьев и сестры в замке Калленберг

Герцог Карл Эдуард был горячим сторонником Адольфа Гитлера, вся семья с энтузиазмом приветствовала рост немецкого национализма. Однако вскоре Губерт и его мать, герцогиня Виктория Аделаида, радикально изменили своё мнение. После начала Второй мировой войны в сентябре 1939 года все сыновья Карла Эдуарда были зачислены в немецкую армию. Принц Губерт формально стал членом нацистской партии 19 октября 1939 года, но оставался противником Гитлера до конца своей жизни. Тем не менее, Гитлер рассматривал возможность сделать Губерта своим гауляйтером Великобритании.
Губерт был опытным лётчиком. Служа в люфтваффе пилотом на Восточном фронте, получил звание обер-лейтенанта. Погиб в бою, когда его самолёт был сбит советскими ВВС 26 ноября 1943 года над городом Великие Мосты (современная Украина). Это был его последний полет перед передислокацией. О его гибели было объявлено 3 декабря; на следующий день Губерт был похоронен на семейном кладбище в замке Калленберг. Следующим предполагаемым наследником главы Саксен-Кобург-Готского дома стал младший сын герцогской четы, принц Фридрих Иосия. Принцесса Сибилла горько оплакивала любимого брата. В 1946 году у неё родился сын и долгожданный наследник шведского престола, которого назвали Карл Густав Фольке Хубертус (позже король Карл XVI Густав).

## Награды
- Орден Саксен-Эрнестинского дома, большой крест
- Орден Серафимов (Швеция)[13]